# Poul Eibye
Poul Eibye (4. august 1885 – 4. november 1972) var en dansk filmfotograf og producer.

## Filmografi
- Adrianopels Hemmelighed (1913), filmfotograf
- Bøffen og Bananen (1913), filmfotograf
- Den Sørgmuntre Barber (1927), filmfotograf
- Der Faschingskönig (1928), filmfotograf
- Danmarksfilmen (1935), producer og filmfotograf
- Vikingerne, deres Forfædre og Efterkommere (1937)
- Nordhavets mænd (1939), filmfotograf
- Jeg har elsket og levet (1940), filmfotograf
- Gennem Midtsjælland (1940), filmfotograf
- Sørensen og Rasmussen (1940), filmfotograf
- Vore mindste Københavnere (1941), filmfotograf
- En søndag på Amager (1941), filmfotograf
- Alle mand pa dæk (1942), filmfotograf
- Husmandsbevægelsen (1942), filmfotograf
- Alt for karrieren (1943), filmfotograf